# Achabal
Achabal é uma vila  no distrito de Anantnag, no estado indiano de Jammu e Caxemira.

## Demografia
Segundo o censo de 2001, Achabal tinha uma população de 5835 habitantes. Os indivíduos do sexo masculino constituem 53% da população e os do sexo feminino 47%. Achabal tem uma taxa de literacia de 56%, inferior à média nacional de 59,5%; com 65% para o sexo masculino e 35% para o sexo feminino. 12% da população está abaixo dos 6 anos de idade.